# I duri di Oklahoma
I duri di Oklahoma (Oklahoma Crude) è un film del 1973 diretto e prodotto da Stanley Kramer.

## Riconoscimenti
- 1973 - Festival di Mosca
  - Gran Premio